# Cantu a chiterra

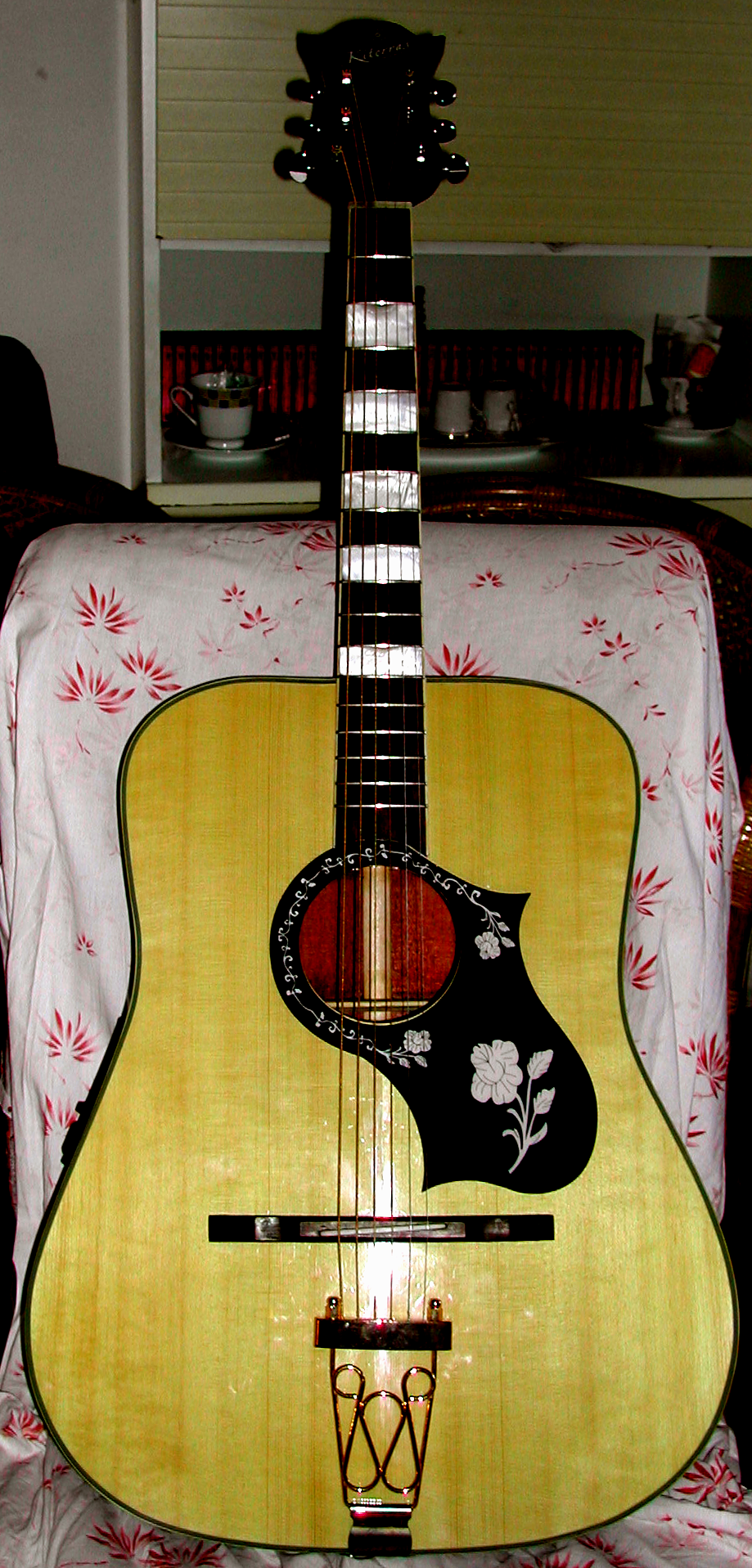
Guitare folk de Sardaigne

Le Cantu a chiterra (chant à guitare sarde) est une forme typique de chant monodique en sarde et gallurese accompagnée à la guitare. Ce chant est particulièrement répandu dans le nord de l'île, en particulier dans le Logudoro, le Goceano, la Planargia et la Gallura. Il est très probable que certaines de ces chansons existaient avant l'invention de la guitare, par exemple, le cantu in re, mais avec l'avènement de l'instrument elles ont développé différentes variantes.

## Le chant à guitare, la «gara»
Ce type de chant est pratiqué depuis des siècles, dans les moments de convivialité. Au XXe siècle se répand le concours de chant à la guitare (sa gara), qui se déroule devant un public, presque toujours à des festivités, dans les formes qui sont encore en place.
Le concours de chant à la guitare peut être comparé aux concours de poésie, où on apprécie la qualité des octaves (ottava rima) improvisés par les poètes. « C'est la "gara", joute musicale au cours de laquelle les deux ou trois chanteurs invités, accompagnés d'un guitariste, rivalisent d'imagination musicale et s'efforcent de faire reconnaître la qualité de leur prestation ».

## Les variantes decantu a chiterra
Le « chant à guitare » comprend plusieurs formes métriques et musicales désignées soit par le nom de notes renvoyant aux accords d'accompagnement : cantu in re (chant in ré), mi e la, si bemolle, etc., soit par le nom d'un pays ou d'une région — Nuoresa (de Nuoro), Corsicana (de Corse), Tempiesina (de Tempio), etc.
Ci-dessous la liste des modèles de référence (ou variantes) du cantu a chiterra sur lequel chanteurs et musiciens interprètent les variations. 
- Le  'Cantu in re'  ou Boghe in re (né en Logudoro), à partir duquel ils[Qui ?] tirent quelques variantes telles que le chant  "à s'Othieresa" , "a sa Piaghesa". Il est le plus commun et celui qui ouvre toujours les compétitions de musique (gara).
- 'Sos mutos'  Pour la plupart, ces chansons sont escarmouches de l'amour. Ils se trouvent partout dans l'île.
- 'Sa Nuoresa'  : (logudorese traditionnel), qui, selon certains, peut être dérivé du chant appelé Attitidu.
- 'La Tempiesina'  (né en Gallura).
- 'La Filognana'  (sa Filonzana): (né en Gallura) C'est une chanson joyeuse.
- 'Le Corsicana:'  (né en Gallura)
- Su Trallalleru  ': (né en Campidano) est une chanson joyeuse et souvent moqueuse.

Il en existe des variantes « complexes », à la fois pour le raffinement des motifs musicaux et pour les difficultés de mise en œuvre. 
- Su Fa diesis;
- Su Si bemolle;
- Su Mi e La: (né à Bosa en Planargia) qui semble avoir à l'origine une chanson de pêcheurs.
- Sa Disisperada (in gallurese:la disispirata) la « désespérée », qui forme à elle seule une catégorie à part. Il s'agit d'un chant particulièrement nostalgique —voire tragique— toujours exécuté en fin de joute, comme pour la clôturer[2].

## Les protagonistes
Les artistes les plus respectés et les plus représentatifs comprennent certainement : Antonio Desole (it) (1898-1991), Gavino De Lunas (it) (1895-1944), Luigino Cossu (it) (1898-1972), Maria Rosa Punzirudu (it) (1887-1964), Mario Scano, Francesco Cubeddu (it) (1924-2017) et plus récemment Francesco Demuro (né en 1978).
L'artiste sans doute la plus connue à l'échelle internationale est Maria Carta (1934-1994).